# Wolf's Lair Abyss
Wolf's Lair Abyss es un EP del grupo noruego de black metal Mayhem. Éste fue el primer disco de la banda publicado sin Euronymous, que fue asesinado en 1993. A pesar de que las contribuciones de Maniac a la banda son generalmente controvertidas, su actuación en este EP habitualmente es elogiado. Este EP ha sido a menudo citado como la mejor grabación de la nueva alineación de la banda.
Además todas las letras de este disco están compuestas por Dead, que también participó un poco vocalmente en este disco.

## Lista de temas
- Todas las canciones escritas por Mayhem.

1. "The Vortex Void of Inhumanity (Intro)" – 2:21
2. "I Am thy Labyrinth" – 5:26
3. "Fall of Seraphs" – 6:02
4. "Ancient Skin" – 5:28
5. "Symbols of Bloodswords" – 5:24

## Créditos
- Maniac (Sven Erik Kristiansen) - Voz
- Blasphemer (Rune Eriksen) - Guitarra
- Necrobutcher (Jørn Stubberud) - Bajo
- Hellhammer (Jan Axel Blomberg) - Batería